# Zvonimir koronája

Zvonimir koronájának címertani ábrázolása

Zvonimir koronáját 1075-ben adományozta Dimitar Zvonimir horvát királynak VII. Gergely pápa legátusa a salonai Szent Péter és Mózes-bazilikában (ma űrgetemplom néven ismert).
Ez volt a Horvát Királyság harmadik koronája, mivel a koronázási oklevélben két másik, drágakövekkel díszített aranykorona is szerepel, amelyek a vránai Szent Gergely bencés kolostorban találhatók, és amelyek közül az első Tomiszláv királyhoz (925-928), a második pedig Drzsiszláv István királyhoz (969-997) kapcsolódik.
Zvonimir 1089-ig uralkodott Horvátországban, majd a koronát valószínűleg utódja, II. István koronázásakor és a Horvát Királyság és a Magyar Királyság 1102-es egyesülése után számos magyar uralkodó használta (de lehet, hogy a korábbi horvát koronát használták helyette, mivel nem Salonában, hanem a Vrana melletti Biograd na Moruban koronázták meg őket).  A magyar királyok külön megkoronázásának szokását IV. Béla magyar király (1235) szüntette meg.Nápolyi Lászlót egy ismeretlen horvát koronával koronázták meg a zadari székesegyházban 1403-ban. 

## Ismertető

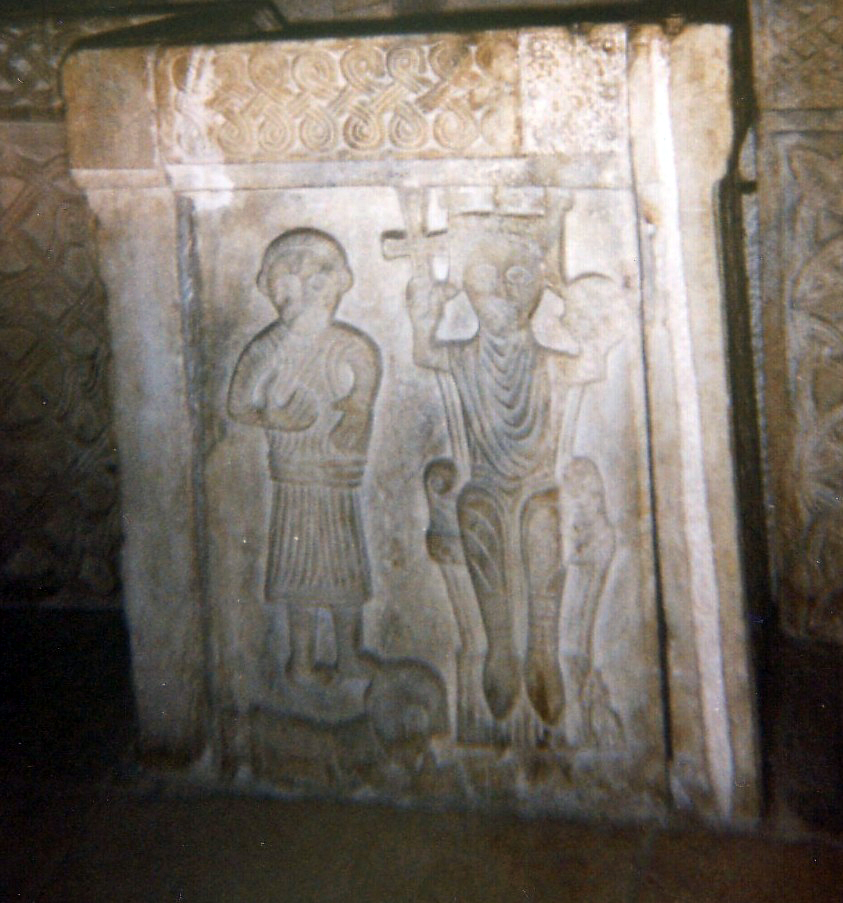
Keresztelőkápolna horvát király alakjával a 11. századból, ma a spliti székesegyházban található. A király feltételezhetően IV.Krešimir Péter vagy Dmitar Zvonimir lehetett.

A spliti székesegyház egyik keresztelőkápolnájában talált 11. századi metszet szerint a horvát király koronája, akit egyesek IV. Krešimir Péterrel vagy Demetrius Zvonimirral azonosítanak, egy nyugati stílusú koronára hasonlít, három kereszttel, egy középen, kettő a korona oldalán, öt drágakő található rajta. A jellegzetes, hosszú függők olyanok lehetnek, mint amilyenek a magyarországi Szent Koronát díszítik, amely szintén pápai ajándék volt a 11. században. Az ábrázolt deditio-t II. Henrik német-római császár (1002-1024) evangéliumi könyvének hatására tartják.
Egy másik, nagyon hasonló, ha nem is azonos korona ábrázolása található Demetrius Zvonimir vagy I. László magyar király 11. századra datált köpenyén, amely a zágrábi székesegyházból származik.
A korona stilizált változatát a mai Horvátországban számos tartományi és megyei zászlón használják, és következetesen az itt bemutatott mintát követi, amely egy spliti keresztelőkápolnában talált 11. századi metszetről származik.

## Eltűnése
Nem tudni, hogy a középkori Zvonimir korona létezik-e még. Nagyon valószínű, hogy az összes horvát korona elveszett az 1520-as években, amikor az oszmán törökök elfoglalták és kifosztották a királyi fővárosokat, Solint és Knint. Azonban már ezt megelőzően is eltűnhettek, 1138 után, amikor Vranát elfoglalták a templomos lovagok és az ispotályos lovagok 1403/1409 után, amikor Nápolyi Lászlót megkoronázták és Dalmáciát eladták a Velencei Köztársaságnak, míg később a Zrínyi család kincsei között lehetett, ahogy azt Vjekoslav Klaić feltételezte.

## Ellopása a II. világháborúban
1941-ben a fasiszta Usztasa-rezsim átvette az irányítást Horvátország felett, és úgy döntött, hogy visszaállítja a monarchiát a Független Horvátországban, és a középkori horvát állam jelképeit is kisajátítja. Létrehoztak egy másik „Zvonimir-koronát”, amely azonban alig hasonlított az eredetire, és amelyet úgy írtak le, hogy „arany lóherelevelekből álló koszorú, amelynek tetején egy kereszt található”. Ezt a koronát, valamint egy arany országalmát aztán III. Viktor Emmánuel olasz királynak ajándékozták azzal a kéréssel, hogy válasszon egy megfelelő tagot a Savoyai-házból, akit királyként a tervezett horvát trónra emelhet. Ő Aimone herceget, Aosta hercegét választotta, akit aztán „II. Tomiszláv király” néven neveztek el. Valószínűnek tűnik, hogy megkapta a királyi ereklyéket, bár soha nem koronázták meg. Nem tudni, hogy ez a korona fennmaradt-e.

## Fordítás
Ez a szócikk részben vagy egészben  a   Crown of Zvonimir című angol Wikipédia-szócikk ezen változatának fordításán alapul.  Az eredeti cikk szerkesztőit annak laptörténete sorolja fel. Ez a jelzés csupán a megfogalmazás eredetét és a szerzői jogokat jelzi, nem szolgál a cikkben szereplő információk forrásmegjelöléseként.